# Al Williams
Alfred B. Williams, detto Al (Peoria, 3 febbraio 1948 – 2 luglio 2007), è stato un cestista statunitense, professionista nella ABA.

## Carriera
Venne selezionato dai New York Knicks al terzo giro del Draft NBA 1970 (51ª scelta assoluta).